# Saint-Floxel
Saint-Floxel är en kommun i departementet Manche i regionen Normandie i norra Frankrike. Kommunen ligger i kantonen Montebourg som tillhör arrondissementet Cherbourg. År 2022 hade Saint-Floxel 490 invånare.

## Befolkningsutveckling
Antalet invånare i kommunen Saint-Floxel
| Referens: INSEE |